# David Small
 (octobre 2018).
David Small, né le 12 février 1945 à Détroit, est un auteur et illustrateur américain. Il est surtout connu pour ses livres pour enfants et pour son autobiographie.

## Biographie

### Jeunesse et formations
Jeune, David Small commence à dessiner très tôt, à cause de problèmes de santé, et est resté à sa maison la plus grande partie de son enfance.
Dans les années 1960, il suit des cours à la Cass Technical High School, écrit quelques pièces de théâtre durant son adolescence et, à 21 ans, se tourne vers les études artistiques. Il étudie les beaux-arts à l'université de Wayne State et obtient un master en beaux-arts à l'université Yale. Pendant plusieurs années, il enseigne les arts dans différentes universités tout en produisant une série de films et publiant des dessins humoristiques dans des journaux étudiants.

### Carrière
En 1981, il publie son premier livre Eulalie and the Hopping Head.
En 1997, il reçoit le Caldecott Honor et la Christopher Medal pour son livre The Gardener, écrit avec sa femme Sarah Stewart.
En 2001, il reçoit la médaille Caldecott pour So You Want to Be President?, un livre qui mélange dessins politiques et illustrations pour enfants.
En 2013, Il reçoit une deuxième fois le Caldecott Honor pour ses illustrations du livre One Cool Friend de Toni Buzzeo.
Il publie ses dessins notamment dans le New Yorker et le New York Times.

### Vie privée
David Small et son épouse Sarah Stewart vivent dans un manoir historique à Mendon (Michigan).

## Sutures
Sutures (Stitches), l'autobiographie en bande dessinée est publié en septembre 2009. Il raconte le parcours : enfant maladif, victime d'un cancer, puis adolescent à problèmes, quitte à 16 ans la maison familiale pour devenir artiste. C'est l'histoire d'un garçon privé de voix, physiologiquement et psychologiquement.
Le livre est classé en tête de la liste des meilleures ventes publiée par le New York Times, et sélectionné comme un des dix meilleurs livres par Publishers Weekly et Amazon.com en 2009. Il fait partie des finalistes National Book Award (catégorie Livres pour enfants) en 2009. Le roman graphique est traduit en 7 langues et publié dans 9 pays différents.

## Œuvres

### En tant que scénariste et dessinateur
- (en) Eulalie and the Hopping Head, Macmillan Publishers, 1982
- Les Malheurs d'Imogène, Gallimard, coll. « Folio benjamin », 1987 ((en) Imogene's Antlers, Crown Publishers, 1985)  (ISBN 2-07-039162-0)
- (en) Paper John, Farrar, Straus and Giroux, 1987
- (en) Ruby Mae Has Something to Say, Crown, 1992
- (en) Hoover's Bride, Knopf Books for Young Readers, 1995
- (en) Fenwick's Suit, FSG, 1996
- (en) George Washington's Cows, FSG, 1997
- Sutures, Delcourt, 2010 ((en) Stitches, W.W. Norton, 2009), trad. Anne Capuron  (ISBN 978-2-7560-2104-1)
- Dans la nuit noire, Delcourt, 2018 ((en) Home After Dark, Liveright Publishing Corporation)  (ISBN 978-2-413-02412-5)

### Illustrateur en collaboration avec Sarah Stewart
Les livres suivants ont été publiés par Farrar, Straus and Giroux.
- (en) The Money Tree, FSG, 1994
- (en) The Library, FSG, 1995
- Le Jardin secret de Lydia, Syros, 1998 ((en) The Gardener, FSG, 1997), trad. Béatrice Didiot  (ISBN 2-84146-543-8)Caldecott Honor Book
- (en) The Journey, FSG, 2001
- L'Amie, Syros, 2005 ((en) The Friend, FSG, 2004), trad. Fenn Troller  (ISBN 2-7485-0316-3)
- La Cabane d'Isabel, Syros, 2012 ((en) The Quiet Place, FSG, 2012), trad. Fenn Troller  (ISBN 978-2-7485-1285-4)

### Illustrateur d'autres auteurs
- Company's Coming, Arthur Yorinks (Knopf, 1988)
- A Surfeit of Similes, Norton Juster (William Morrow & Co., 1989)
- Petey's Bedtime Story, Beverly Cleary (HarperCollins, 1993)
- The Christmas Crocodile, Bonnie Becker (Simon & Schuster, 1998)
- Huckabuck Family: And How They Raised Popcorn in Nebraska and Quit and Came Back, Carl Sandburg, (FSG, 1999) (paru en français, Pop-corn, Syros, 1999,  (ISBN 978-2-84146-751-8))
- So You Want to Be President?, Judith St. George (Penguin Philomel, 2000) – vainqueur de la médaille Caldecott en 2001
- Company's Going, Arthur Yorinks (Hyperion Books for Children, 2001)
- The Mouse and His Child, Russell Hoban (Arthur A. Levine Books, 2001)
- So You Want to Be an Inventor?, Judith St. George (Philomel, 2002)
- The Essential Worldwide Monster Guide, Linda Ashman (Simon & Schuster, 2003)
- So You Want to Be an Explorer?, Judith St. George (Philomel, 2005)
- My Senator and Me: A Dog's Eye View of Washington, D.C., Edward Moore Kennedy (Scholastic Books, 2006)
- Once Upon a Banana, Jennifer Armstrong (Simon & Schuster, 2006)
- When Dinosaurs Came with Everything, Elise Broach (Atheneum Books for Young Readers, 2007)
- That Book Woman, Heather Henson (Atheneum, 2008) (paru en français, La Dame des livres, Syros, 2009  (ISBN 978-2-7485-0784-3))
- The Underneath, Kathi Appelt (Atheneum, 2008)
- One Cool Friend, Toni Buzzeo (Dial Books for Young Readers, 2012) – Caldecott Honor Book

### Documentation
- Karen Green, Stitches in Time, ComiXology 7/7/2012
- Karen Green, Doctor, Doctor: Gimme Your Views, ComiXology 5/3/2010
- Scott St. Pierre, (en) compte rendu de Stitches, Disability Studies Quarterly 31/3/2011